# Hasegawa Toshiyuki

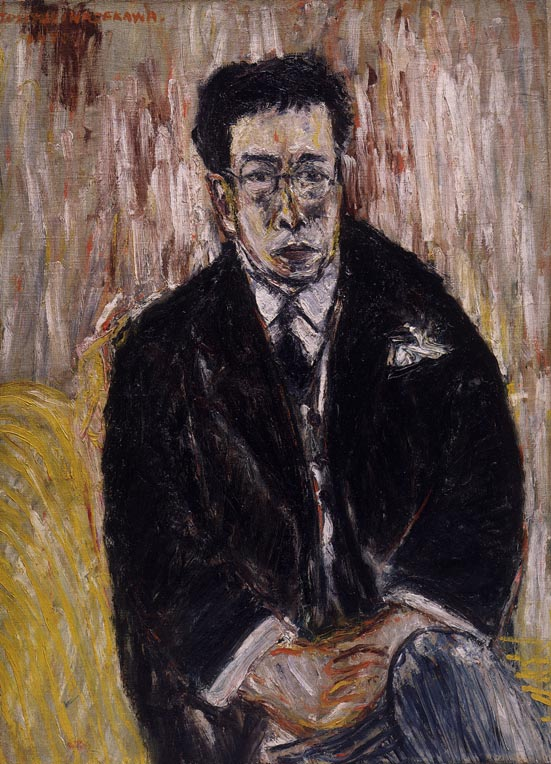
Porträt Kishida Kunio

Hasegawa Toshiyuki (japanisch 長谷川 利行; geb. 9. Juli 1891; gest. 12. Oktober 1940) war ein japanischer Dichter und Maler der Taishō- und Shōwa-Zeit.

## Leben und Werk
Hasegawa wurde in Yanashina (heute Stadtteil von Kyōto) geboren, besuchte dann die Schule Taikyusha (耐久舎) in Yuasa in der Präfektur Wakayama. 1919 publizierte auf eigene Kosten die Gedichtsammlung Mokui-shū (木葦集). 1921 brach er die Schule ab, ging nach Tōkyō und plante Unterhaltungsromane und Gedichte zu publizieren.
Als 1923 die Universität Tōkyō bei dem großen Kantō-Erdbeben stark beschädigt wurde, publizierte er den Gedichtband Higishi (火岸). Im selben Jahr wurde er mit seinem Bild „Transformatoren am Wegesrand“ (田端変電所, Tabata hendenjo) in die Künstlervereinigung Shinkō yōgakai (新光洋画会) aufgenommen. 1924 ging er nach Kyōto, und widmete sich dort ganz der Malerei. Er reichte Bilder auf der Ausstellung Nika-ten (二科展) und der Teiten (帝展) ein, wurde aber nicht angenommen.
1926 ging Hasegawa wieder nach Tōkyō. Dort wurden die Bilder „Aufgelassene Straße“ (廃道, Haidō) und „Signal am Feldrand“ (田端電信所, Tabata denshinjo) zur Ausstellung der Nikaten zugelassen. 1927 wurden seine drei Bilder „Bier-Kneipe“ (麦酒室, Bīru-shitsu), „Sake-Kneipe“ (酒売場, Sake uriba) und „Fabrik mit Stahlrohren“ (鉄管のある工場, Tekkan no aru kōjō) mit dem Chogyū-Preis (樗牛賞) ausgezeichnet.
Seit 1931 lebte Hasegawa als Bohème in Asakusa in verschiedenen Unterkünften. 1933 schloss er sich der Shurushuru-kai (超々会) an. 1936 bis 1937 stellte er umfassend aus in der Amashiro-Galerie (天城画廊) in Shinjuku. 1937 zog er sich aus der Nikakai zurück, besuchte mit dem Dichter Yano Fumio (矢野 文夫; 1901–1995) die Insel Ōshima, stellte 1938 in der Issui-kai (一水会) aus. 1939 erkrankte er an Magenkrebs. 1940 kam er als mittelloser Patient (窮民, Kyumin) in ein Krankenhaus, wo er bald darauf starb.
Im Jahr 2009 wurde das Gemälde „Cafe Paulista“ entdeckt. Sein Wert wurde auf 18.000.000 Yen, also auf etwa 150.000 Euro geschätzt, ein Zeichen, dass der Maler mit seinem expressiven Stil der 1930er Jahre in Japan nicht vergessen ist.

## Bilder

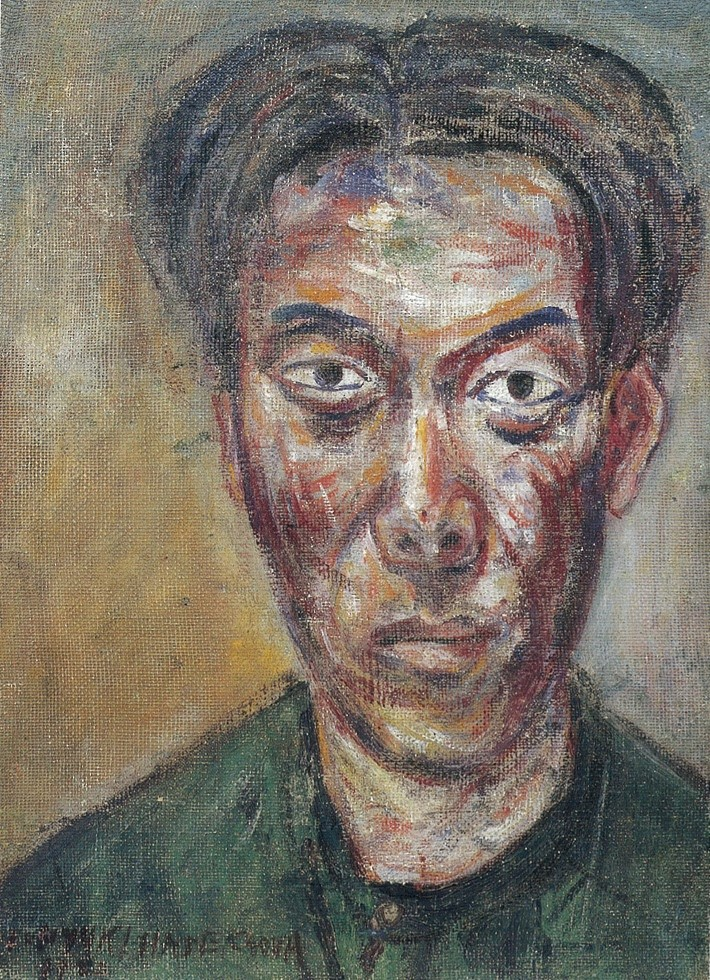
Selbstbildnis, 1925
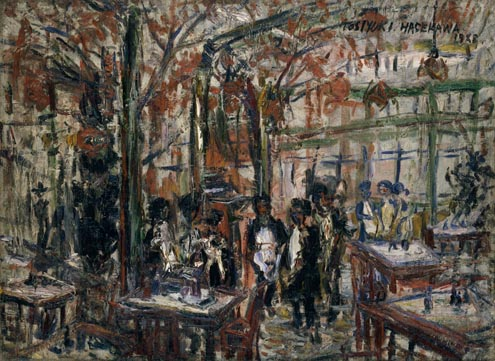
Café Paulista, 1928
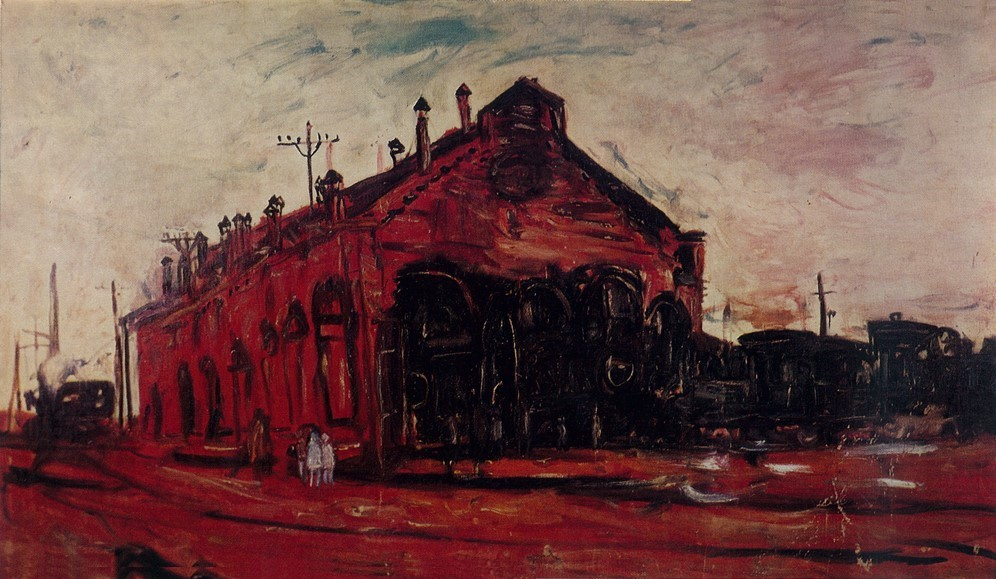
Roter Eisenbahnshuppen, 1928
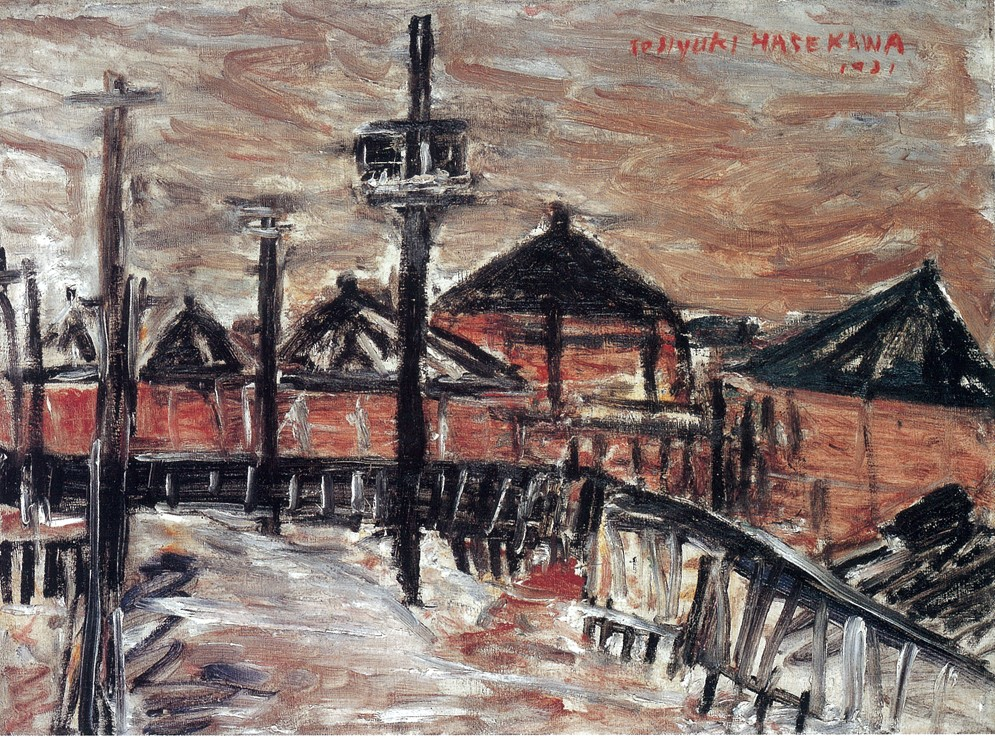
Umgebung des Bahnhof Nippori, 1931
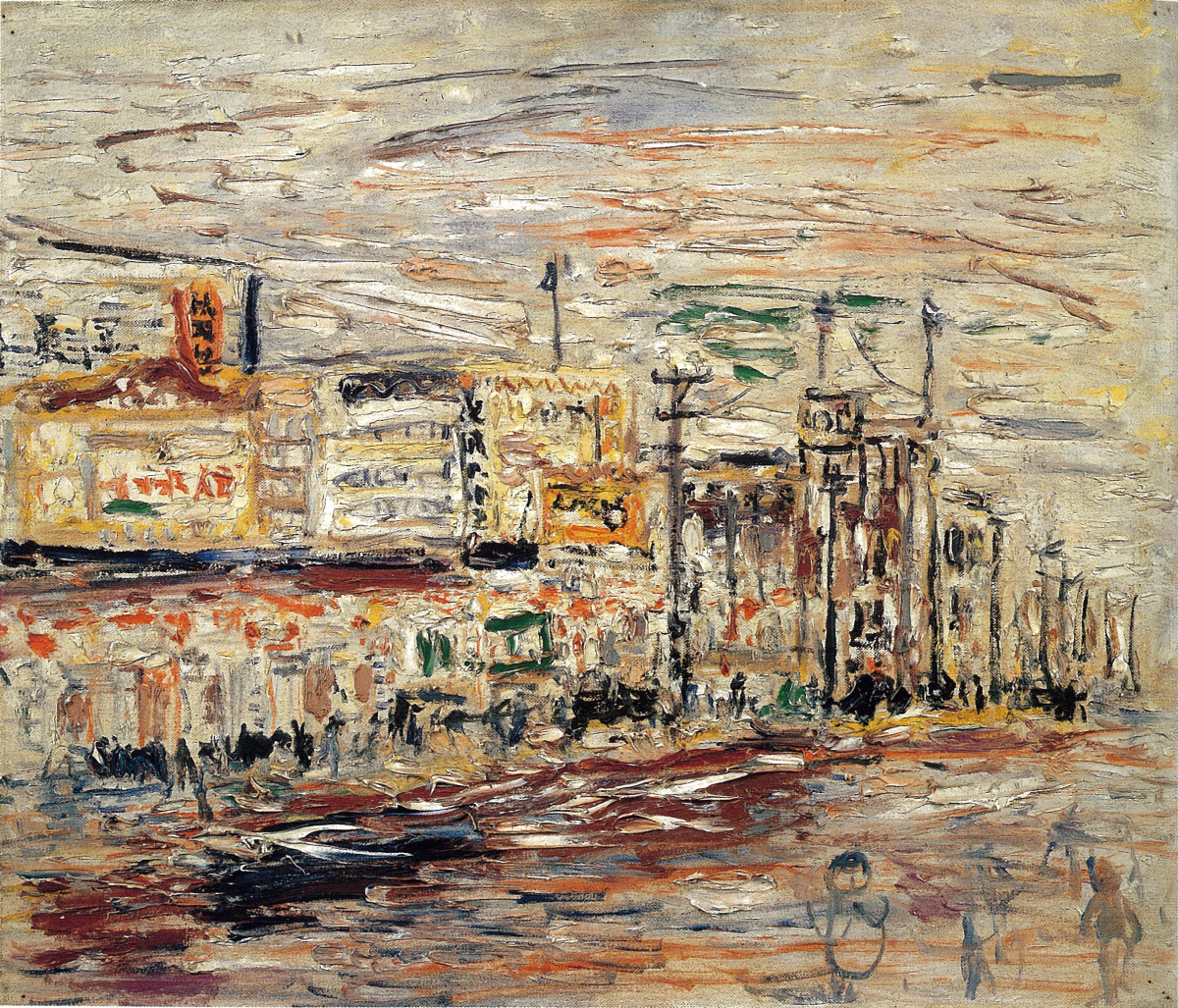
Shinjuku, 1937
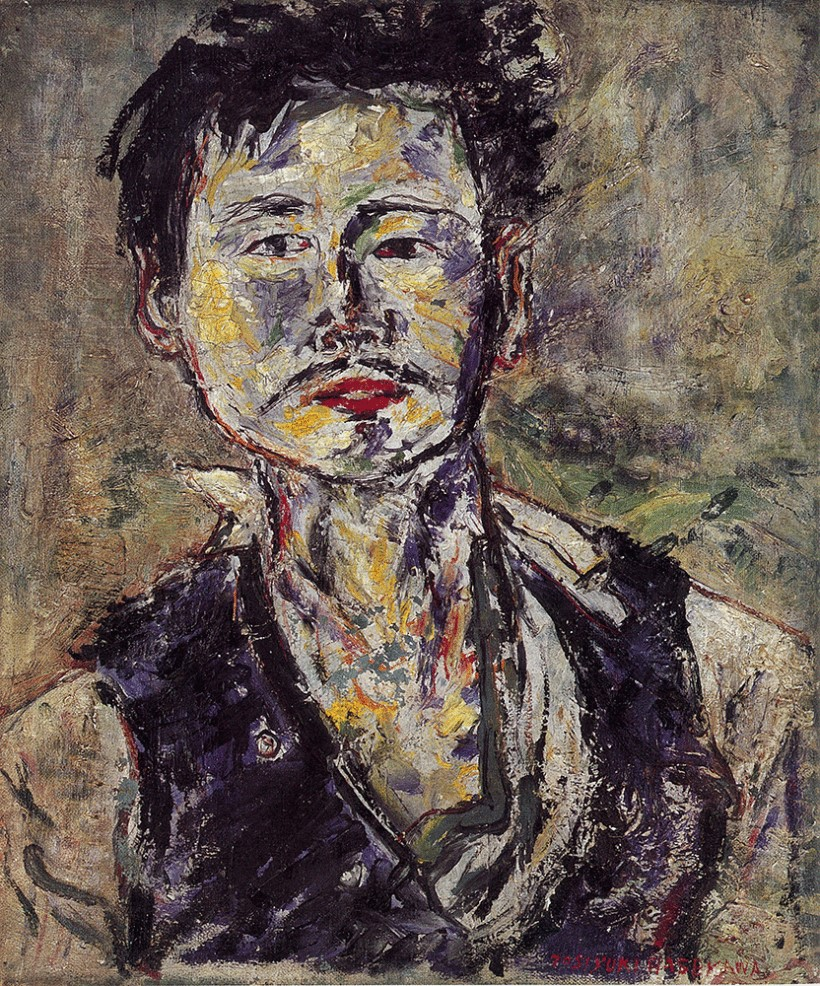
Ai Mitsu